# کامدن، نیو ساوت ولز
کامدن (به انگلیسی: Camden) یک شهرک در استرالیا است که در نیو ساوت ولز واقع شده‌است.